# Marie Thérèse Scherer
Anna Maria Katherina Scherer (Meggen, 31 octobre 1825 - Ingenbohl, 16 juin 1888), en religion Sœur Marie Thérèse Scherer est une religieuse catholique suisse et cofondatrice des Sœurs de la charité de la Sainte-Croix. Elle a fondé cet ordre aux côtés du prêtre capucin Théodose Florentini. Elle est vénérée comme bienheureuse par l’Église catholique.

## Biographie
Anna Maria Katherina Scherer est quatrième de sept enfants de fermiers pauvres. Elle naît le 31 octobre 1825. Elle a sept ans lorsque son père meurt le 5 février 1855. Trois enfants peuvent rester avec leur mère tandis que les autres sont pris en charge par des proches et elle fait partie de ceux-là. Elle est confiée à deux frères célibataires - dont l'un est son parrain - tandis que sa mère et ses frères et sœurs vivaient toujours à Meggen.
Lors d'un pèlerinage à Einsiedeln en juillet 1844 elle réalise sa vocation : la vie religieuse. À dix-sept ans, elle devient membre du Tiers-Ordre franciscain. Le 1er mars 1845, elle entre dans le nouvel institut des sœurs enseignantes de la Sainte Croix que le prêtre capucin Théodose Florentini a fondé - les deux se rencontrent le 5 octobre 1844 . Le 27 juin 1845, elle part avec un ami pour le noviciat de Menzingen et, à cette époque, reçoit l'habit tandis que le 27 octobre 1845 elle prononce ses premiers vœux et reçoit le nom religieux de "Marie Thérèse",. Depuis ce moment et jusqu'en 1846, elle travaille à Galgenen et est ensuite envoyée enseigner à Baar puis à Oberägeri où elle est nommée supérieure des petites communautés qui y étaient regroupées.
Théodose lui confie en 1850 la gestion d'une maison pour les pauvres et les orphelins à Nagels et y est connue sous le nom de « Mère des pauvres ». Vers cette époque, en 1850, on lui demande de prendre en charge un hôpital que le prêtre vient d'ouvrir. En 1852, elle est envoyée à Coire. En 1857, elle est nommée supérieure générale des Sœurs pour les écoles et les soins aux pauvres et avec Théodose cofonde un nouvel institut religieux,. Scherer devient supérieure de l'ordre le 13 octobre 1857 et occupe le poste jusqu'à sa mort.
En août 1872, le prêtre capucin Paul est nommé successeur de Théodose et veut transformer l'institut en un institut contemplatif. Il cherche à en convaincre l'ordre ainsi que ses supérieurs capucins et les évêques locaux, mais cela sème plutôt le doute parmi les membres de l'ordre. Scherer en prend conscience et confronte Paul pour l'informer de son désaccord. Il persiste dans son idée et elle écrit à l'évêque pour l'informer de sa démission, qui est acceptée. Les religieux de l'ordre écrivent à l'évêque à plusieurs reprises pour demander la réintégration de Scherer. En juillet 1873, un conseiller ecclésiastique est nommé pour examiner l'affaire et il trouve l'idée de Paul irréalisable. Cela entraîne son transfert et la réintégration de Scherer.
Scherer contracte une tumeur à l'estomac en 1887 et a reçoit l'extrême onction le 1er mai 1888. Elle meurt après de grandes douleurs dans la soirée du 16 juin 1888 en murmurant : "Ciel. . . Paradis !" .

## Béatification
Le processus de béatification commence à Coire. Les théologiens déterminent que ses œuvres sont conformes à la doctrine et approuvent ses écrits le 6 décembre 1942. Un procès apostolique a lieu peu de temps après. Le pape Jean-Paul II la béatifie le 29 octobre 1995.